# Vilija Blinkevičiūtė
Vilija Blinkevičiūtė (Linkuva, 3 marzo 1960) è una politica lituana, europarlamentare durante la VII, la VIII e la IX legislatura. Dal 2006 è membro del Partito Socialdemocratico di Lituania e, dal 29 maggio 2021 al 17 maggio 2025, ne è stata presidente.